# Districtul Laplae
Laplae (în thailandeză ลับแล) este un district (Amphoe) din provincia Uttaradit, Thailanda, cu o populație de 57.559 de locuitori și o suprafață de 448,8 km².

## Componență
Districtul este subdivizat în 8 subdistricte (tambon), care sunt subdivizate în 63 de sate (muban).
| Nr. | Nume             | În thailandeză | Sate | Locuitori |  |
| --- | ---------------- | -------------- | ---- | --------- |  |
| 1.  | Si Phanom Mat    | ศรีพนมมาศ       | -    | 3,276     |  |
| 2.  | Mae Phun         | แม่พูล           | 11   | 10,050    |  |
| 3.  | Na Nok Kok       | นานกกก         | 5    | 2,862     |  |
| 4.  | Fai Luang        | ฝายหลวง        | 11   | 9,493     |  |
| 5.  | Chai Chumphon    | ชัยจุมพล         | 11   | 8,607     |  |
| 6.  | Phai Lom         | ไผ่ล้อม          | 7    | 6,727     |  |
| 7.  | Thung Yang       | ทุ่งยั้ง           | 10   | 11,121    |  |
| 8.  | Dan Mae Kham Man | ด่านแม่คำมัน      | 8    | 5,423     |  |